# Трой (Монтана)
Вижте пояснителната страница за други значения на Трой.
Трой (на английски: Troy) е град в окръг Линкълн, щата Монтана, САЩ. Трой е с население от 957 жители (2000) и обща площ от 2 km². Намира се на 579 m надморска височина. ЗИП кодът му е 59935, а телефонният му код е 406.